# Округ Бел (Тексас)
Округ Бел (енгл. Bell County) је округ у америчкој савезној држави Тексас. По попису из 2010. године број становника је 310.235.

## Демографија
Према попису становништва из 2010. у округу је живело 310.235 становника, што је 72.261 (30,4%) становника више него 2000. године.
| Група             | 2000.           | 2010.           |
| Белци             | 136.241 (57,3%) | 157.289 (50,7%) |
| Афроамериканци    | 48.624 (20,4%)  | 66.700 (21,5%)  |
| Азијати           | 6.097 (2,6%)    | 8.748 (2,8%)    |
| Хиспаноамериканци | 39.701 (16,7%)  | 67.010 (21,6%)  |
| Укупно            | 237.974         | 310.235         |